# Taylor Holmes
Taylor Holmes (ur. 16 maja 1878, zm. 30 września 1959) – amerykański aktor filmowy i telewizyjny.

## Filmografia
seriale
- 1951: Dragnet
- 1953: Letter to Loretta jako Pan Blackwell
- 1955: The 20th Century-Fox Hour jako Sędzia Tyler

film
- 1918: A Pair of Sixes jako T. Boggs Johns
- 1924: Dwadzieścia dolarów za tydzień jako William Hart
- 1930: Dad Knows Best
- 1947: Bumerang
- 1947: Pocałunek śmierci jako Earl Howser
- 1952: Hold That Line jako Dziekan Forrester
- 1959: Śpiąca królewna jako Król Stefan[2]

inne
- 1915: recytacja wiersza Buty Rudyarda Kiplinga nagrana na płycie Victor B 55057[3] wykorzystana w zwiastunie filmu „28 lat później”[4] w reżyserii Danny’ego Boyle’a[5].

## Wyróżnienia
Posiada swoją gwiazdę na Hollywoodzkiej Alei Gwiazd.